# چینه‌تا
چینه‌تا (به لاتین: Chineta) یک منطقهٔ مسکونی در روسیه است که در سرزمین آلتای واقع شده‌است.